# Uzgoj ribe
Uzgoj ribe komercijalni je uzgoj ribe, najčešće za hranu, u akvarijima ili umjetnim ograđenim prostorima kao što su ribnjaci. To je posebna vrsta akvakulture, koja je kontrolirani uzgoj i izlov vodenih životinja kao što su ribe, rakovi, mekušci i dr., u prirodnim ili pseudo-prirodnim okruženjima. Uređeno mjesto prilagođeno za mriješćenje ribe radi rekreacijskog ribolova ili nadopunjavanja prirodnog broja vrsta općenito se naziva mrijestilište. U svijetu su najvažnije vrste riba koje se proizvode u uzgoju: šaran, som, losos i tilapija.
Globalna potražnja za dijetalnim ribljim proteinima raste, što je rezultiralo raširenim pretjeranim izlovom u divljim ribolovima, što je rezultiralo značajnim smanjenjem ribljeg fonda, pa čak i potpunim iscrpljivanjem u nekim regijama. Uzgoj ribe omogućuje uspostavu umjetnih ribljih kolonija kojima je osigurana dovoljna hranidba, zaštita od prirodnih grabežljivaca i kompeticijskih prijetnji, pristup veterinarskim uslugama i lakši izlov kada je to potrebno, a pritom su odvojene i stoga obično ne utječu na održive prinose divlje riblje populacije. Iako se uzgoj ribe prakticira diljem svijeta, Kina daje 62% svjetske proizvodnje uzgojene ribe. Od 2016. više od 50% plodova mora proizvedeno je akvakulturom. U posljednja je tri desetljeća akvakultura bila glavni pokretač povećanja proizvodnje u ribarstvu, s prosječnim rastom od 5,3% godišnje u razdoblju 2000. – 2018., dosegnuvši rekordnih 82,1 milijuna tona u 2018. 
Iako je uzgoj ribe za hranu najrašireniji, druga velika industrija uzgoja ribe osigurava žive ribe za trgovinu akvarijima. Velika većina slatkovodne ribe u akvarističkoj trgovini potječe s uzgajališta u istočnoj i južnoj Aziji, istočnoj Europi, Floridi i Južnoj Americi koja koriste ili unutarnje sustave spremnika ili sustave vanjskih ribnjaka, dok se uzgoj ribe za trgovinu morskim akvarijima odvija u mnogo manjoj mjeri.

## Galerija
- Ribnjak
- Vađenje ribe iz ribnjaka.
- Kavezi za uzgoj ribe.
- Uzgoj ribe na Malti.